# Existentiell riskfilosofi
Existentiell riskfilosofi är en gren av praktisk filosofi som studerar hot som kan leda till mänsklighetens utplåning eller permanent kollaps av civilisationens framtidsmöjligheter. Den främsta frågan är: Hur bör vi hantera risker med låg sannolikhet men globalt katastrofala konsekvenser? Fältet växte fram på 2000-talet, starkt knutet till Nick Bostrom och Future of Humanity Institute vid Oxfords universitet.

## Kärnfrågor och paradoxer
Filosofer betonar två unika utmaningar:  
Antropiska problem
Om en katastrof utplånar alla observatörer, kan vi inte studera dess orsaker. Detta skapar epistemologiska fallgropar vid riskbedömning.
Tidshorisontens etik
En obefolkad framtid skulle innebära förlust av potentiellt kvadriljoner människoliv. Bostrom argumenterar att att inte minimera existentiella risker är det största moralfel vi kan begå.

## Viktiga riskkategorier
Forskare klassificerar hot efter om de är antropogena (mänskligorskapade) eller exogena (externa). Särskilt uppmärksammas:
- Artificiell superintelligens (ASI) – Okontrollerbar AI som överträffar mänsklig kapacitet
- Avancerad nanoteknologi med självreplikerande enheter
- Syntetisk biologi och skapade pandemier
- Klimatkollaps med irreversibla "tippningspunkter"

## Kritik och kontrovers
Fältet har mött kritik för sin fokusering på "spekulativa" scenarier (t.ex. simuleringsteori) och anklagats för att negligera akuta hot som kärnvapenkrig. Försvarare hävdar att även små sannolikheter kräver aktion när konsekvenserna är oändliga – en logik inspirerad av Pascals vad.